# ثريلر (ألبوم)
ثِريلر (بالإنجليزية: Thriller)‏ هو ألبوم الإستوديو السادس لمغني البوب الأمريكي مايكل جاكسون. تم إصداره في 30 نوفمبر 1982. يعد الألبوم الأكثر مبيعاً في التاريخ بما يزيد عن 113 مليون نسخة.
أنتج الألبوم المنتج الأمريكي كوينسي جونز، أحرزت 7 أغاني منه المرتبة الأولى في سباق الأغاني الأمريكي واستمر تربعه على عرش الألبومات الأكثر مبيعا لمدة 37 اسبوعا، كما حقق هذا الألبوم 8 جوائز جرامي ليكون أكبر ألبوم تحقيقاً للجوائز في ليلة واحدة وثاني أكبر الألبومات تحقيقاً لجوائز جرامي عبر التاريخ.
حطم ثريلر الارقام القياسية العالمية من حيث كونه الألبوم الأكثر مبيعاً عبر التاريخ، وهو الألبوم الوحيد في تاريخ الموسيقى الذي تصدر قائمة الألبومات الأكثر مبيعا لسنتين متتاليتين.
صدر عام 2001 من الألبوم إصدار خاص Thriller Special Edition، ثم في عام 2008 صدر إصدار خاص آخر وهو Thriller 25.

## تسجيل الألبوم وصدوره
سجل في الفترة بين أبريل ونوفمبر 1982، وهو ثاني ألبوم لمايكل ينتجه كوينسي جونز. جمع ثريلر بين الكثير من الأنماط الموسيقية، وقد كتب مايكل 4 أغاني من الألبوم وأدى دويتو مع بول مكارتني وهو The Girl Is Mine. والـ Single الذي جعل من Thriller يحطم الأرقام دائما في الشارت هو Billie Jean ، كذلك كانت هناك أغنية Beat It والتي عزف فيها العازفين Eddie Van Halen وSteve Lukather .
رشح مايكل للحصول على 12 جائزة Grammy Awards على هذا الألبوم وحده في عام 1984 وقد فاز منها بثمان جوائز Grammy في ليلة واحدة بشكل لم يسبقه إليه أي مغن في التاريخ. سبعة منها على ألبوم Thriller وواحدة على أغنية Somone In The Dark من ألبوم E.T Story Book الغنائي الذي صدر في نفس السنة وهو ألبوم فيلم E.T – The Extraterrestial.

## الموسيقى المصورة
مايكل جاكسون هو أول فنان يقدم الفيديو كليب على هيئة فيلم قصير له قصة ذات مقدمة وأحداث ونهاية، والفيلم القصير Thriller أصبح علامة في تاريخ هذا العالم. وكذلك رقصة فيديو Thriller الجماعية مع الزومبي ورقصة Beat It الجماعية مع أفراد عصابات الشوارع أصبحت علامات في الثقافة الموسيقية ستظل أبد الدهر كله.
نجح مايكل جاكسون في أن يجبر قناة MTV على عرض فيديو كليبات هذا الألبوم. حيث كانوا يرفضون عرض أي كليب لأي مغن أسود لبقايا عنصرية في نفوسهم. ثم اتصل بهم مدير شركة Epic والتي كان اسمها في ذلك الوقت CBS Records واسمه Walter Yetnikoff وقال لهم " أنا سأسحب كل الكليبات التي تخصني من عندكم ولن أعطيكم أي كليبات مرة أخرى .. وسأخرج للعالم وأقول لهم أنكم لا تريدون أن تعرضوا أي كليب لرجل أسود "
وقد نجح أسلوبه هذا وعرضت قناة MTV كليب Billie Jean .. ليس هذا فقط بل وأصبحت تتعامل مع مايكل لفترة طويلة بعدها مما ساعد على عرضهم أيضا لباقي كليبات وأغاني المغنيين السود من يومها .

## أغاني
1. 'Wanna Be Startin' Somethin
2. Baby Be Mine
3. The Girl Is Mine
4. Thriller
5. Beat It
6. Billie Jean
7. Human Nature
8. (P.Y.T. (Pretty Young Thing
9. The Lady In My Life

## روابط خارجية
- ثريلر على موقع أول موفي (الإنجليزية)